# 依附理論
依附理論（英語：attachment theory）是關於人類個體之間關係的心理學、演化論和行為學理論。最重要的原則是，幼兒需要與至少一名主要照顧者建立關係，以促進正常的社交和情感（能力）發展。該理論由精神病學家和精神分析學家約翰·鮑比提出。
在依附理論中，與依附相關的嬰兒行為主要是在壓力情況下尋求接近依附對象。嬰兒會依附於那些在與他們的社交互動中敏感和反應靈敏的成年人，並且在大約六個月到兩歲的這段時間裡，他們會在幾個月內保持一致的照顧者身份。在這個時期的後期，孩子們開始使用依附人物（熟悉的人）作為探索和返回的安全基地。撫養者的反應導致依附模式的發展；這些反過來又會導致內部運作模式，這些模式將指導個人在以後的關係中的感受、想法和期望。失去依附對象後的分離焦慮或悲傷被認為是依附嬰兒的正常和適應性反應。這些行為可能已經進化，因為它們增加了孩子的生存機率。
發展心理學家瑪麗·愛因斯沃斯（Mary Ainsworth）在 1960 年代和 1970 年代的研究支持了基本概念，引入了“安全基礎”（英語：secure base）的概念，並發展了嬰兒多種依附模式的理論：安全依附、迴避依附和焦慮依附。第四種模式，混亂的依附，後來被發現。在 1980 年代，該理論擴展到成人的依附。其他交互可能被解釋為包括依附行為的組成部分；這些包括所有年齡段的同伴關係、浪漫和性吸引力以及對嬰兒或病人和老人的護理需求的反應。
為了制定關於早期依附性質的綜合理論，約翰·鮑比探索了一系列領域，包括演化生物學、客體關係理論（精神分析領域之學派）、控制系統理論以及行為學和認知心理學領域。在 1958 年以後的初步論文之後，鮑比發表了完整的理論。在該理論的早期，學術心理學家批評鮑比，精神分析界因他背離精神分析學說而排斥他；然而，依附理論已成為理解早期社會發展的主要方法，並引起了大量關於兒童親密關係形成的觀察研究。後來對依附理論的批評涉及氣質、社會關係的複雜性以及分類離散模式的局限性。作為實證研究的結果，依附理論已被顯著修改，但這些概念已被普遍接受。依附理論已形成新療法的基礎並為現有療法提供資料，其概念已被用於制定社會和兒童保育政策以支持兒童的早期依附關係。
關於依附理論的一著名系列動物實驗是哈利·哈洛對恆河猴所做的實驗，此實驗顯示依附不僅僅是由生物本能如饑餓所激發。在這一系列實驗，新生恆河猴出生後很快從牠們母親身邊帶走，並為牠們提供了兩個代理母親，一個是由鐵線做成，另一個是木頭套上泡沫橡皮和毛衣做成，兩個人偶皆加溫並可在胸前裝上奶瓶提供食物。此實驗是觀察猴子會趴附提供柔軟衣物接觸的人偶或提供食物來源的人偶，結果是這些猴子會趴附柔軟衣物人偶，無論提供食物與否。這些猴子在柔軟衣物人偶在附近時也較為積極探索周遭，似乎此人偶為牠們提供了一種安全感。
撫養方式對被撫養者會產生重大影響，而依附理論和撫養方式密切相關。儘管茱蒂·哈里斯的《教養的迷思》一書認為，撫養方式對被撫養者的（身心）發展沒有太大的影響，但一般學界的共識認為，先天與後天的因素，都對心理發展有影響，且在後天因素中，撫養方式的影響是不容否認的。研究一般認為，不論其他先天與後天的因素，撫養方式本身對被撫養者將來的發展有20%至50%的影響。

## 孩童對養育者的依附
依附理論不單引領了「依附」作為一種心理社會性過程的關注，亦帶出大家對兒童發展的新認知。根據佛洛伊德理論，人在原慾（libidinal）的驅使下，對於不同物件的注視，會使先前的依附打破；若依附未能有效的打破，就會對人造成創傷，可能會導致精神病。然而，依附理論卻認為：成長中的兒童並不需要打破原來的依附，而是：
1. 學習在之前建立的依附關係中變得更為主動，
2. 新的依附的增加，並不一定需要打破先前建立的依附關係。

### 陌生情境（strange situation）
安思沃(Ainsworth)的實驗理論指出十二至十八個月大的嬰兒，在母子相處的情境下當陌生人介入時，婴儿對母親所表現的依附行為
1. 安全依附型（Secure Attachment）   当母亲离开时，婴儿会或者不会哭。但他们哭的原因是因为相比较陌生人，他们更希望母亲在场。当他们母亲重新回来时，他们会立即停止哭泣。有百分之六十的来自北美中产阶级家庭的婴儿有如此表现。
2. 焦慮依附型（Insecure）
  1. 逃避型（Avoidant Attachment）  母親離開不會哭，从表面上也看不出焦虑反应，虽然实际测量中发现他们的身体反应与其他依附类型有同样程度的焦虑。他们与陌生人的互动甚至和他们的母亲一样多。当他们的母亲重新回来时，他们会逃避或者迟缓的表现出欢迎的样子。有百分之十五的来自北美中产阶级家庭的婴儿有如此表现。
  2. 衝突型（Resistant Attachment）  母親離開會焦慮，對陌生人會害怕，母親回來時會尖叫踢打，對環境少探索且難以安撫。有百分之10的北美中产阶级家庭婴儿有如此表现。
  3. 迷失型（Disorganised / Disoriented Attachment）  婴儿会对母亲的离开又重新回来感到困惑，脸上往往有发懵的表情。比如当母亲重新回来抱起他们时，他们会迷惑不解，不知道发生了什么。有百分之15的北美中产阶级家庭的婴儿有如此表现。[15]

### 幼儿成长不同阶段中的依附建立和发展
根据对60名新生儿在一周岁前的追踪调查，Schaffer和Emerson在1964年提出了依附在一周岁前的阶段性发展理论。根据该理论，在新生儿刚出生的第一个周年里，依附的发展分为三个阶段：
| 自我中心阶段（asocial stage）  | 非选择性依附（indiscriminate attachment） | 选择性依附（specific attachment）                            |
| 0 到 6周                       | 6周 到 7个月                              | 7个月 到 11个月                                              |
| 小儿的笑与哭并不针对特定的人物 | 开始注意不同的人物。                      | 对某一个人物强烈的依附。对一些其他人物的明显依附也时常伴随。 |

Schaffer和Emerson在1964年提出的这个理论，被认为基本正确，但是学术界对这个理论的以下方面提出了质疑和反对：
1. 学者们对得出这一理论的实验方法提出了质疑。由于对60名新生儿的追从调查中，部分新生儿的行为表现是有他们的父母自行记录的，学者们认为这些父母可能在长期的记录中会出现误报或草率记录的现象，导致调查数据不准确。
2. 一些学者们认为所谓的“自我中心阶段（asocial stage）”, 新生儿并非完全"以自我为中心"忽略具体任务的存在。一些学者们认为即使是非常年轻的新生儿也具有对特定人物的反应能力。Carpenter在1975年的论文中展示了两周岁(?)的新生儿可以辨别他们母亲脸型和声音的能力。

## 依附類型

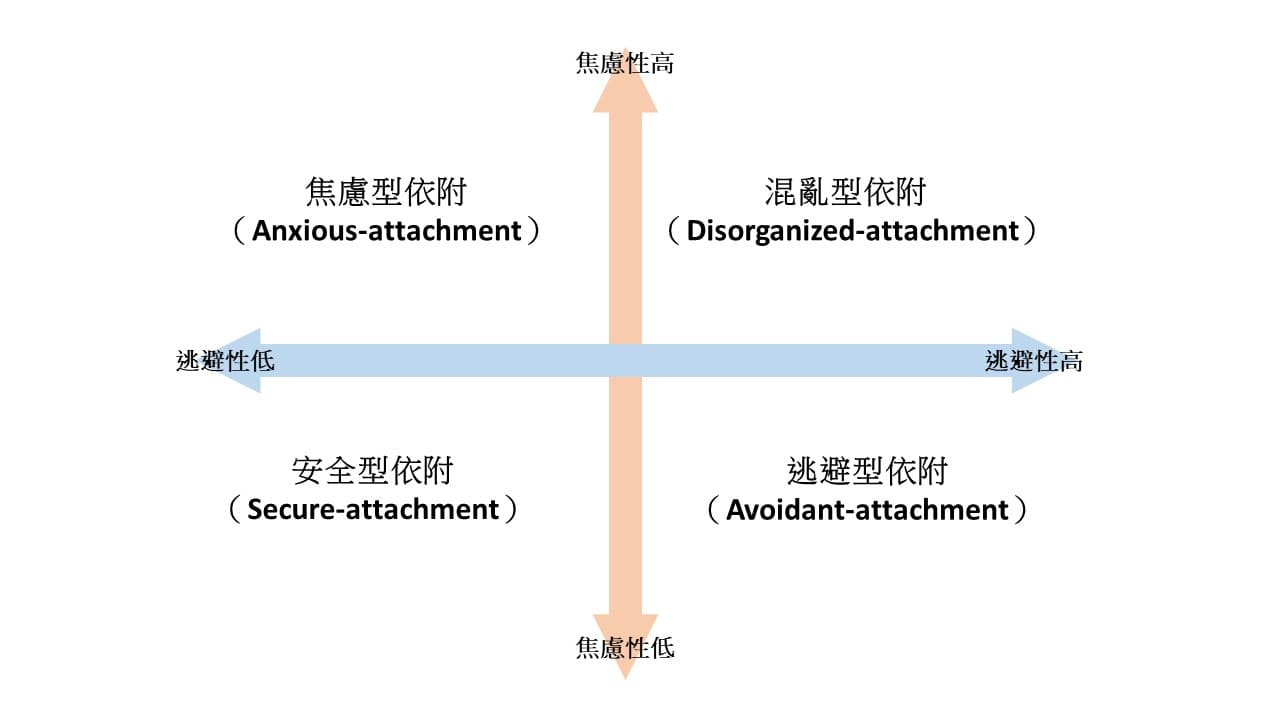

### 安全型依附（Secure attachment）
一個安全型依附的小孩在陌生情境中，當主要照顧者（普遍為媽媽）在身邊的時候可以自由地探索環境，和陌生人互動，當主要照顧者離開時可能會難過哭泣，當主要照顧者回來時，小孩會很快地靠近照顧者尋求安撫。安全依附有助社會及情緒的發展，嬰兒才能適應與親人分離致力於探索環境，而發展出自我概念，此理論其具影響性。

### 焦慮矛盾型依附（Anxious-ambivalent attachment）
此類型的小孩即使當主要照顧者就在身旁時，面對探索和陌生人時依然會感到焦慮。當照顧者離開時，小孩會非常的沮喪；當照顧者回到身旁時，小孩又變得很矛盾，明明想跟照顧者保持親近卻充滿憤怒，當照顧者開始注意他時又會想要反抗。
根據一些心理學家的研究發現此類型的嬰兒的母親/主要照顧者特性為：照顧能力差、不懂得如何滿足嬰兒的需求、不一致的行為。

### 迴避型依附（Avoidant attachment）
此類型的小孩會迴避和忽視主要照顧者的存在，在照顧者離開或回來不表現出情緒。照顧者在時不去注意；照顧者離去亦顯不出緊張痛苦；照顧者去而復返非但不表示高興，反而迴避或很慢才向前迎接；陌生人出現時無特殊反應。小孩不會去探索環境不管誰在那裡。小孩面對對待陌生人和照顧者是一樣的。不管誰在這個環境，也沒有太多的憤怒
逃避型小孩的母親/主要照顧者通常是沒耐心、對嬰兒不敏感或表現出負面的反應、並拒絕身體接觸等反應。逃避依附的嬰兒表現出退縮、孤立、對學習沒興趣、缺乏動機，也可能會缺少人際關係。

## 成人在戀愛關係中的依附
心理學家認為：兒童在成長時所經歷的依附關係，會直接影響到長大後的戀愛態度，因為他們在戀愛時會採取同一方式來對待他們的愛侶。

## 应用
依附理论可以帮助社会工作者评估和干预依附问题。例如，契合度是指从业者对客户情绪的共情和回应，通过调整自己的情绪反应来展示对客户感受的理解和敏感。心智化是指人们理解他人有不同的期望、经验、希望、想法和价值观，并能够想象他人的思维。这样，人们就可以解释他人行为背后的思维，与自己的思维进行比较和对比。通过这种方式，人们可以建立自己的思维与外部现实之间的联系。提供一个安全基地，为客户提供探索社会环境的安全感。

## 批评
依附理论也存在一些争议和批评，例如：
- 人们的个性特征是否会影响依附和照顾行为；
- 基于儿童早期依附压力和成人投射的研究是否真正定义了人生中许多其他因素可能干扰的特征行为；
- 对母亲的指责：源于早期依附理论认为儿童只需要一个照顾者，通常是母亲；
- 婴儿决定论：认为儿童早期经验会影响整个生命；
- 依附理论被过度使用，作为解释太多问题的方法，特别是在儿童方面；
- 对不安全或混乱的依附作为不利的依附风格的误解，而它们实际上是对不确定性和变化的适应方式，对一些人来说是个人发展的特征。[17]

## 參看
- 約翰·鮑比
- 依附障礙症
- 反應性依附障礙症

## 延伸閱讀
- Greenspan, S. (1993) Infancy and Early Childhood.  Madison, CT: International Universities Press.  ISBN 0823626334.
- Holmes, J. (1993) John Bowlby and Attachment Theory. Routledge. ISBN 0415077303.
- Holmes, J. (2001) The Search for the Secure Base: Attachment Theory and Psychotherapy. London: Brunner-Routledge. ISBN 1583911529.
- Siegler R., DeLoache, J. & Eisenberg, N. (2003) How Children develop. New York: Worth. ISBN 1572592494.

## 外部連結
- Information on effective treatment for attachment disorders and training for professionals.  Information on Dyadic Devvelopmental Psychotherapy （页面存档备份，存于）
- Parenting: Attachment, Bonding and Reactive Attachment Disorder
- Relationship Advice: How Understanding Adult Attachment Can Help
- Attachment Questionnaire （页面存档备份，存于）
- Attachment Diagnostics (German) （页面存档备份，存于）